# کیم یونگ-سیک (کشتی‌گیر)
کیم یونگ-سیک (انگلیسی: Kim Yong-sik؛ زادهٔ ۱۷ نوامبر ۱۹۶۷) کشتی‌گیر اهل کره شمالی است.